# 雨花亭栖流所旧址
雨花亭栖流所旧址，位于湖南省衡阳市雁峰区回雁峰下，是衡阳市文物保护单位。

## 历史
“栖流所”为清代管理流浪乞讨人员的专门机构，类似于今天的救助管理站。
雨花亭栖流所建立于清代，现处于衡阳市雁峰区雁峰街道，已无收容乞讨人员作用。